# Einzelhaft

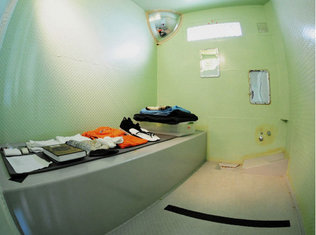
Einzelzelle im Gefangenenlager der Guantanamo Bay Naval Base

Mit dem Begriff Einzelhaft bezeichnet man jede Form der Freiheitsentziehung, bei der ein Gefangener von allen anderen Gefangenen getrennt wird, gleich von welcher staatlichen Stelle diese Maßnahme ergriffen wird.
Nahezu gleichbedeutend ist die Isolationshaft, allerdings ist dieser Terminus negativ besetzt. Sind die Gründe für die Absonderung des Gefangenen moralisch und juristisch nachvollziehbar, wird meist von Einzelhaft gesprochen. Werden solche Haftbedingungen aber als unrechtmäßig und unfair angesehen, oder sogar als Form der Folter, wird eher der Begriff Isolationshaft verwendet. Weitläufig bekannt wurde diese Bezeichnung in den 1970er Jahren, als die Mitglieder und Sympathisanten der Baader-Meinhof-Gruppe aus Protest gegen ihre zeitweise abgesonderte Unterbringung, die „Isolationshaft“ zum Schlagwort machte.
Einzelhaft kann verschiedene Gründe haben:
- Im Falle der Untersuchungshaft kann erforderlicherweise eine getrennte Unterbringung des Häftlings angeordnet werden (§ 119 Abs. 1 StPO).
- Während der Strafhaft kann Einzelhaft aus Sicherheits-, Ordnungs- oder disziplinarrechtlichen Gründen angeordnet werden. Dabei ist zu unterscheiden:
  - Einzelhaft als Reaktion auf Pflichtverstöße von Gefangenen („Arrest“). Dies ist die schärfste vom Gesetz vorgesehene Disziplinarmaßnahme, deren Dauer vier Wochen nicht übersteigen darf (§ 103 Abs. 1 Nr. 9 StVollzG).
  - Einzelhaft im engeren rechtstechnischen Sinne ist die „unausgesetzte Absonderung eines Gefangenen“ als besondere Sicherungsmaßnahme im Sinne des § 88 StVollzG. Sie darf bei Fluchtgefahr, bei der Gefahr von Gewalttätigkeiten und bei Selbstmordgefahr dann angeordnet werden, „wenn dies aus Gründen, die in der Person des Gefangenen liegen, unerlässlich ist“ (§ 89 StVollzG). Diese Form der Einzelhaft ist zeitlich vom Gesetz nicht begrenzt, sondern darf, wie alle anderen Sicherungsmaßnahmen, solange aufrechterhalten werden, wie es ihr Zweck erfordert (§ 88 Abs. 5 StVollzG). In einzelnen Fällen wird die Einzelhaft über einen Zeitraum von über 15 Jahren aufrechterhalten; so etwa in der Justizvollzugsanstalt Celle.[1]
- In der Zwangshaft kann der Gefangene nach § 172 StVollzG ausdrücklich Einzelhaft verlangen.

## Filme
- 8m² Einsamkeit – Einzelhaft in Virginia. 81-minütiger Dokumentarfilm von Kristi Jacobson (Vereinigte Staaten 2016)